# Supernova (album Cleo)
Supernova (zapis stylizowany: superNOVA) – trzeci album studyjny polskiej piosenkarki Cleo. Wydawnictwo ukazało się 18 września 2020 nakładem wytwórni muzycznej Universal Music Polska.
Album jest utrzymany w stylu muzyki pop. Składa się z wersji standardowej (1 CD).
Płyta zadebiutowała na 9. miejscu polskiej listy sprzedaży – OLiS. Wydawnictwo uzyskało status poczwórnej platynowej płyty, przekraczając liczbę 120 tysięcy sprzedanych kopii.
Nagrania były promowane singlami: „Łowcy gwiazd”, „Eva”, „Film”, „Alfabet świateł” i „Znikam”.

## Lista utworów
Opracowano na podstawie materiału źródłowego.
| superNOVA – Wersja standardowa | superNOVA – Wersja standardowa | superNOVA – Wersja standardowa | superNOVA – Wersja standardowa | superNOVA – Wersja standardowa |
| Nr                             | Tytuł utworu                   | Słowa                          | Muzyka                         | Długość                        |
| ------------------------------ | ------------------------------ | ------------------------------ | ------------------------------ | ------------------------------ |
| 1.                             | „W telefonie”                  | Joanna Klepko                  | Witold Czamara                 | 3:19                           |
| 2.                             | „Łowcy gwiazd”                 | Joanna Klepko                  | Witold Czamara                 | 3:14                           |
| 3.                             | „Cała Twoja” (oraz Sobel)      | Joanna Klepko, Szymon Sobel    | Witold Czamara                 | 4:09                           |
| 4.                             | „Znikam” (oraz B.R.O)          | Joanna Klepko, Jakub Birecki   | Witold Czamara                 | 3:38                           |
| 5.                             | „Safari”                       | Joanna Klepko                  | Witold Czamara                 | 3:02                           |
| 6.                             | „Eva” (oraz Mesajah)           | Joanna Klepko, Manuel Diaz     | Witold Czamara                 | 4:05                           |
| 7.                             | „Ja to ja”                     | Joanna Klepko                  | Witold Czamara                 | 3:06                           |
| 8.                             | „Noce”                         | Joanna Klepko                  | Witold Czamara                 | 3:22                           |
| 9.                             | „Brak”                         | Joanna Klepko                  | Witold Czamara                 | 4:12                           |
| 10.                            | „Film”                         | Joanna Klepko                  | Witold Czamara                 | 3:19                           |
| 11.                            | „Alfabet świateł”              | Joanna Klepko                  | Witold Czamara                 | 3:28                           |
| 12.                            | „Zmień to”                     | Joanna Klepko                  | Witold Czamara                 | 3:12                           |
|                                |                                |                                |                                | 42:06                          |

## Pozycja na liście sprzedaży

### Pozycja na liście tygodniowej
| Kraj   | Lista (2020)              | Najwyższa pozycja |
| ------ | ------------------------- | ----------------- |
| Polska | Oficjalna Lista Sprzedaży | 9                 |

### Certyfikat
| Kraj          | Certyfikat         | Sprzedaż |
| ------------- | ------------------ | -------- |
| Polska (ZPAV) | 4× platynowa płyta | 120 000+ |